# Alexi Stival
Alexi Stival (* 7. Juni 1963 in Curitiba), besser bekannt als Cuca, ist ein brasilianischer Fußballtrainer und ehemaliger -spieler, der im Sturm agierte.

## Leben

### Laufbahn als Spieler
Cuca begann seine Fußballerkarriere 1984 bei Santa Cruz (RS), nach zwei Jahren beim EC Juventude wechselte er zum Grêmio FBPA, wo er dreimal in Folge die Staatsmeisterschaft von Rio Grande do Sul, 1989 die Copa do Brasil, in der er das entscheidende Tor zum Titelgewinn schoss sowie 1990 die Supercopa do Brasil gewann. Bei Real Valladolid sammelte er 1990 für wenige Monate auch seine einzigen Profiminuten außerhalb Brasiliens. 1991 bestritt er mit dem Freundschaftsspiel gegen Paraguay (1:1) sein einziges Spiel für die Seleção. Nach zahlreichen weiteren Stationen bei brasilianischen Vereinen, bei denen er drei weitere Staatsmeisterschaften (Gaúcho, Pará, Santa Catarina) gewann, beendete er im Alter von 33 Jahren seine Profikarriere.

### Laufbahn als Trainer
Nach der erfolgreichen Absolvierung des Studiums für Sportwissenschaften trat er zwei Jahre nach Beendigung seiner Spielerkarriere seinen ersten Trainerjob bei Uberlândia an. Nach weiteren Kurzaufenthalten bei unterklassigen Vereinen unterschrieb er 2003 bei Goiás, Cuca schaffte es die Mannschaft vom letzten Platz auf den 9. Platz zu führen, was gleichbedeutend mit der Qualifikation für die Copa Sudamericana war. Dieser Erfolg weckte großes Interesse, woraufhin ihn der FC São Paulo unter Vertrag nahm, nachdem er im Halbfinale der Copa Libertadores ausschied einigten sich die Parteien auf eine Trennung, im darauffolgenden Jahr gewann der Verein die Libertadores, auch dank einiger wichtigen Spielertransfers Cucas.
Seine nächste Trainerstation führte in nach Porto Alegre zu Grêmio, dort konnte er im Gegensatz zu seiner Zeit als Spieler keinerlei Erfolge feiern und stieg in die zweitklassige Serie B ab. Im darauffolgenden Jahr 2005 trainierte er gleich drei Vereine. Zu Jahresbeginn unterschrieb er beim CR Flamengo, wo Alexi Stival nach nur zwei Monaten wegen Erfolglosigkeit entlassen wurde, daraufhin leitete er für sechs Monate das Traineramt beim brasilianischen Erstligisten Coritiba, nach drei Niederlagen in Serie trennten sich die Wege wieder, woraufhin er gut einen Monat den Verein São Caetano leitete, bevor man sich trennte.
2008 erhielt er den Trainerposten bei Botafogo, woraufhin seine Karriere wieder Schwung aufnahm. Er verpflichtete unter anderem erfolgreiche Spieler wie Dodô und Zé Roberto, gewann zweimal die Taça Rio und spielte einen gut ansehnlichen Fußball. Dennoch schied das Team bereits im Achtelfinale der Sudamericana aus, was gleichbedeutend mit der Trennung Cucas war. Keine zwei Wochen später kehrte er wieder zum Verein zurück und führte seine durchaus erfolgreiche Arbeit bis Mitte 2008 fort, in dieser Zeit erreichte Botafogo das Finale der Staatsmeisterschaft. Dennoch gab es keine weiteren Titel zu feiern, worauf es die endgültige Trennung zwischen Verein und Trainer gab. Im selben Jahr hatte er zwei weitere kurze und nicht erfolgreiche Engagements bei Santos und Fluminense.
Seinen ersten bedeutsamen Titel als Trainer holte er 2009 mit Flamengo, indem er die Staatsmeisterschaft gewann. Nach knapp 40 Spielen im Amt war Schluss. Im selben Jahr unterschrieb er beim Stadtrivalen Fluminense FC erneut und verhinderte den eigentlich sicher geglaubten Abstieg sensationell, außerdem schaffte er es den Verein im selben Jahr ins Finale der Copa Sudamericana zu führen, wo es trotz eines 3:0-Sieges im Rückspiel aufgrund der deutlichen 5:1-Niederlage im Hinspiel nicht zum Titelgewinn reichte. Aufgrund des schlechten Abschneidens in der Carioca (Staatsmeisterschaft von Rio de Janeiro) wurde er entlassen.
Die nächste Trainerstation führte ihn nach Belo Horizonte zum dort ansässigen Verein Cruzeiro EC. Er stabilisierte die Mannschaft vor allem im defensiven Bereich und beendete die Saison 2010 auf dem 2. Platz, nur zwei Punkte hinter dem Meister Fluminense. 2011 holte er mit Cruzeiro den Titel in der Staatsmeisterschaft des Heimatbundesstaates Minas Gerais. Mitte Juni wurde er aufgrund des schlechten Ligastartes und dem frühen Ausscheiden entlassen.
Im Anschluss darauf folgte eine für Cuca verhältnismäßig längere Trainerstation bei Atlético Mineiro. Nach einem recht erfolglosen Start wollte er das Traineramt wieder aufgeben, Spieler und Verantwortliche überzeugten ihn aber zu einem Verbleib und er schaffte es die Mannschaft vor dem Abstieg zu bewahren. 2012 gewann Cuca zum zweiten Mal aber erstmalig mit Atlético-MG der erneute Gewinn der Staatsmeisterschaft und das ohne einer einzigen Niederlage. Im selben Jahr verpflichtete Cuca unter großem Aufsehen den Weltstar Ronaldinho sowie weitere Stars, landesweit waren sich viele Experten einig, dass die Mannschaft den besten Fußball des Landes spielte. Stival führte die Mannschaft zur Vizemeisterschaft und qualifizierte sich somit nach langer Zeit wieder für die Copa Libertadores. 2013 gewann der Verein erneut die Staatsmeisterschaft, der größte Erfolg war aber zweifelsohne der erste und bis heute einzige Titel in der Libertadores, welcher im Finale gegen die paraguayische Mannschaft Olimpia im Elfmeterschießen geholt wurde. Am Ende des Jahres deutete vieles auf eine Vertragsverlängerung hin, nach der Niederlage bei der Klub-WM gegen Raja Casablanca beendete der Verein aber die Zusammenarbeit mit Cuca.
2014 nahm er den ersten Trainerjob außerhalb Brasiliens an, er unterschrieb bei dem chinesischen Erstligisten Shandong Luneng. Der Verein gewann den chinesischen CFA Cup sowie den CFA Super Cup, Cuca führte den Verein außerdem in die asiatische Champions League, schied dort aber bereits in der Gruppenphase wieder aus. 2015 verließ er den Verein.
Zurückgekehrt in Brasilien unterzeichnete er bei der SE Palmeiras, wo er bereits als Spieler tätig war, einen Vertrag und holte noch im selben Jahr, nachdem er es bereits bei Vertragsunterzeichnung angekündigt hat, den brasilianischen Meistertitel, für den Verein war es der erste nach über 20 Jahren Abstinenz. Aus persönlichen Gründen gab er bekannt, dass er dem Verein 2017 nicht zur Verfügung steht. Doch nach nur wenigen Monaten kehrte er zum Verein zurück und unterschrieb erneut. Seinen bis Ende 2018 laufenden Vertrag erfüllte er jedoch nicht, wegen Erfolglosigkeit verließ er den Verein Ende Oktober wieder.
Er kehrte 2018 zu Santos zurück, zum Saisonende entschied er seine Karriere aufgrund von Herzproblemen zu unterbrechen. Nur wenige Monate später setzte er seine Karriere beim FC São Paulo wieder fort, im September 2019 trat er aufgrund schlechter Ergebnisse wieder ab. 2020 kehrte er abermals zum FC Santos zurück und führte die Mannschaft ins Finale der Libertadores, in der letzten Minute der Nachspielzeit schoss Palmeiras in einer extrem offensivarmen Partie aber den Siegtreffer und Santos verpasste somit den Titel. Im Februar 2021 trennte sich der ausdrücklich im Guten von Cuca und zeichnete ihm für seine gute Arbeit aus.
2021 einigte sich Cuca mit Atlético Mineiro auf einen Zweijahresvertrag, er holte prompt die Staatsmeisterschaft und für den Verein noch viel wichtiger, den ersten Sieg in der brasilianischen Meisterschaft seit 50 Jahren. Im selben Jahr holte er außerdem die Copa do Brasil, für den Verein war es somit eines der erfolgreichsten Jahre in der Klubgeschichte. Ende 2021 legte Cuca sein Traineramt nieder, offiziell wegen familiärer Probleme. Nur sieben Monate später übernahm er wieder das Traineramt bei Mineiro, nachdem Antonio Mohamed entlassen wurde. Nach dem letzten Ligaspiel der Saison gab er seinen Rücktritt als Mineiro-Trainer bekannt. Im April 2023 unterschrieb er einen Vertrag bei den SC Corinthians. Nach nur sieben Tagen gab er aufgrund zahlreicher Proteste, insbesondere innerhalb des Frauenteams des Vereins, direkt nach dem Pokalrückspiel seinen sofortigen Rücktritt bekannt. Im März 2024 übernahm er das Traineramt beim Athletico Paranaense und konnte diesen im April noch zum Gewinn der Staatsmeisterschaft von Paraná 2024 führen. Nach drei verlorenen Spielen in Folge in der Série A 2024 trennte sich der Vorstand wieder von ihm.
Für die Saison 2025 übernahm er zum vierten Mal Atlético Mineiro.

## Erfolge

### Als Spieler
Grêmio
- Staatsmeisterschaft von Rio Grande do Sul: 1988, 1989, 1990
- Copa do Brasil: 1989
- Supercopa do Brasil: 1990

Internacional
- Staatsmeisterschaft von Rio Grande do Sul: 1991

Remo
- Staatsmeisterschaft von Pará: 1994

Chapecoense
- Staatsmeisterschaft von Santa Catarina: 1996

### Als Trainer
Botafogo
- Taça Rio: 2007, 2008

Flamengo
- Taça Guanabara: 2009
- Staatsmeisterschaft von Rio de Janeiro: 2009

Cruzeiro
- Staatsmeisterschaft von Minas Gerais: 2011

Atlético Mineiro
- Staatsmeisterschaft von Minas Gerais: 2012, 2013, 2021
- Copa Libertadores: 2013
- Campeonato Brasileiro de Futebol: 2021
- Copa do Brasil: 2021

Shandong Luneng
- Chinesischer Fußballpokal: 2014
- Chinese FA Super Cup: 2015

Palmeiras
- Campeonato Brasileiro de Futebol: 2016

Athletico Paranaense
- Staatsmeisterschaft von Paraná: 2024

## Auszeichnungen
- Bester Trainer Staatsmeisterschaft von Minas Gerais: 2011, 2012, 2013
- Bester Trainer Campeonato Brasileiro: 2016, 2021
- Bola de Prata: 2016, 2021

## Verurteilung als Sexualstraftäter
Zu den genannten Protesten kam es, da er im Jahr 1987 zusammen mit drei damaligen Mitspielern in Bern eine 13-jährige Schülerin vergewaltigt hatte, wofür er zwei Jahre später zweifelsfrei und rechtskräftig verurteilt worden war. Damals lockten die Spieler die 13-jährige mit der Aussicht auf ein Fantrikot in ihr Zimmer im Teamhotel und vergewaltigten sie. Stivals Spermaspuren waren am Körper des Mädchens gefunden worden. Das Mädchen unternahm in der Folge einen Selbstmordversuch.